# プリンセスメモリー
『プリンセスメモリー』（Princess Memory）とは、2000年4月7日にカクテル・ソフトより発売された、Windows 95（ServicePack1以降）およびWindows 98用の18禁RPG＋アドベンチャーゲームである。

## 概要
Windows 95（ServicePack1以降）およびWindows 98用のアダルトゲーム。媒体はCD-ROM。CD-ROMには、Windowsの効果音などとして利用可能な音声ファイルも収録されている。なお外箱のデザインは、初回版とそれ以外とで異なっている。
発売同年には小説化され、2000年12月1日に新書サイズの書籍として出版されている。また、2001年にはアダルトアニメ版が発売された。

## ストーリー
主人公はは記憶を失った少女のために尽力し、記憶を取り戻させることを通じて、世界の謎に迫っていくストーリー。
常に暖かい日差しが降り注ぎ、穏やかなときがゆっくりと流れる世界「イーディン」。主人公のコリンはその片隅にある小さな村に住んでいる。だがそんな村の片隅に「刻々と姿を変える場所」「恐ろしいモンスターの巣くう場所」と恐れられる洞窟があった。ある日コリンはそこには入ってはいけないとの村長の言いつけを破り洞窟に入ると1人の少女と出会った。 少女は記憶も心をも失っていた。この少女はフィーリアと名付けられ、彼女のためにコリンは冒険に出かける。

## 主要な登場人物
コリン
声：なし
本作の主人公。孤児だったがサリアンとボーニィの父親に引き取られたため、彼女達は義理の姉妹となった。彼が村長の言いつけを破り、洞窟の中に入ると1人の少女フィーリアと出会う。コリンはフィーリアのために冒険に出る。
サリアン
声：松下晴津子
ボーニィの姉。宝石好き。妹のと共に父親のギリーが残した村の宿屋を切り盛りしている。コリンやボーニィと一緒に暮らしている。ギリーが死去したのはコリンとボーニィが幼い頃だったので、サリアンはコリンとボーニィの姉として皆を支えてきた。彼女がコリンを洞窟探検に行かせたことで物語が動き出す。
ボーニィ
声：藤咲かおり
サリアンの妹。読書好き。家事が得意で家事全般を見事にこなす。姉と共に父親のギリーが残した宿屋を切り盛りしている。彼女が、コリンが洞窟で見つけてきた少女をフィーリアと名付けた。
ギリー
サリアンとボーニィの父。孤児のコリンを引き取った人物。ただし本作の物語が始まる前に死去している。
バランゴボンババ18世
声：なし
洞窟に住んでいるヌボリアンという種族のボス。洞窟内に存在するヌボリアンの宮殿にいる。自らのことをバランゴボンババ18世ではなくヌボリアンボスと呼ぶことも許可している。
フィーリア
声：長崎みなみ
入ることを禁じられた洞窟の中にいた少女。コリンが洞窟から連れ帰ってきた当初は、サリアンに魂の抜け殻と評されるほど反応が乏しかった。何を尋ねても無反応で名前もわからないが、名前が無いのも困るので名前を付けることになった。フィーリアという名前はその時ポーニィが付けたものである。ポーニィによればこの名は遠い国の昔話に出てくるお姫様の名前だという。
彼女は元々洞窟の奥で1人でうずくまっていたところをヌボリアンによって保護された。その時から彼女は無反応であり、やむなくヌボリアン達は彼女がボラボラの花のように真っ白だから「白ボラボラの君」と呼んでいた。衰弱していた身体は回復していったが、いくら世話をしても精神の回復の兆しはないため、ヌボリアン達は「人間のことは人間に任せるしかない」と考えて白ボラボラの君を人間に保護させる計画を立て、そのためにコリンが彼女を見つけられたのである。なおコリン達が白ボラボラの君にフィーリアという名前を付けたので、今後はヌボリアン達も彼女をフィーリアと呼ぶことにした。
その後コリン達の手によりフィーリアの精神は徐々に回復していく。だがその過程でフィーリアが記憶も喪失していることが判明する。
これは物語の終盤で明らかになることだが、実は彼女は地上に存在するブリタニア王国の弟3王女だった人物である。なお2人の姉がいたが事故によって2人とも亡くしており、その時から彼女の日常が崩れていく。
コリン達の尽力によって記憶を完全に取り戻した彼女はレプリカントを葬り去るべく行動する。
レプリカント
声：不明
ブリタニア王国の弟3王女のコピーとして作られた最新型の高性能の機械人形。ブリタニア王の命令によって開発されたもので従来型の性能を凌駕している。
最終的にはブリタニア王国の弟3王女から心情移植を受けて完成するはずだった。しかし王女が心情移植を拒否したことで完成への道が絶たれた。ここで元々メンテナンスなどのために入れられていた仮想人格が暴走し、王女から心を奪うべく動き出して王女を追い詰めたがガンプに邪魔されて王女を逃がしてしまう。その後王女を捜し続けて現在に至る。このレプリカントの能力は開発者達の想像を遥かに超えるものであり、その暴走によってブリタニア王国は存亡の危機に陥った。
ガンプ
声：なし
地上に住んでいた人間の名前。ただしその人間自体は物語に登場しない。物語に登場するのはその人間のガンプから心情移植が行われたスチームナイトである。
地上に存在するブリタニア王国の弟3王女（ガンプは彼女を単に「姫サマ」と呼ぶ）を探しており、また彼女の心を狙うレプリカントとは敵対している。コリンと出会ってからはコリンに協力的となる。
なおスチームナイトとはブリタニア王国で開発された機械人形の中では最も旧式のタイプであり知能は高くない。レプリカントを完成させるためのテストとして唯一心情移植を受けたスチームナイトであり、ガンプから心情移植を受けたので彼も「ガンプ」と呼ばれている。

## 特殊用語
心情移植
人間の心を機械人形のような無生物に移す作業のこと。これを行うと心を渡した側の人間は「自己」というものを失うことになってしまう。

## ゲームシステム
主人公が洞窟探索、フィーリア治療、謎解きを同時に行っていく。
洞窟にはモンスターが住みついているので探索を行うとモンスターとの戦いが発生してしまうが、これはフィールド上（洞窟探索の画面のまま）で処理される。いわゆるアクションRPGの形態をとっている。なお魔法のオーブ（使い捨てのアイテムで所持数制限が存在）による攻撃は別だが、通常攻撃できる方向は正面のみなので主人公の向きなども戦いの場においては考慮する必要がある。モンスターを倒すと一定の経験値が得られてそれが所定の値になると自動的にレベルアップして主人公は強くなっていく。ただし主人公のHPが0になると死亡してゲームオーバーとなるので回復薬の使用や装備の切り替えや洞窟内の立ち回りや撤退のタイミングなどを見極める必要がある。セーブポイントは限られているので死亡すると大きな損失が生じる場合もある。
この洞窟内ではオートマッピングも行われるが、洞窟に出入りするたびにその構造が変化してしまうため、マップを記憶しておいてもほとんど意味をなさないのが洞窟の特徴となっている。（ただしヌボリアンの宮殿など変化しない部分もあるのでマップの記憶に全く意味がないというわけでもない）洞窟内には宝箱も複数存在していて、ここから探索に必要な物やフィーリア治療に必要な物などを入手していく。

## スタッフ
- 企画・原作（シナリオ）：神田真也
- シナリオエディター：ささぷ馬上、松下昌義
- キャラクターデザイン監修：藤井純生
- 原画：☆画野朗、MAKOTO2号
- 音楽：DOORS MUSIC ENTERTAINMENT
- 音楽プデューサー：金森はじめ
- プロデューサー：金森はじめ
- エグゼクティブプロデューサー：金森はじめ、笹岡洋光、田代成治、井出健介
- 広報：笹島靖規
- プロジェクトスーパーバイザー：糸瀬法隆
- メインディレクター：水落正宏
- アシスタントディレクター：Mr.Perfect
- ディレクター：捧篤史

## OVA
2001年にれもんは〜とよりVHS・DVD版が発売。同年6月25日に前編が、同年9月25日に後編が発売された。ともに7,140円（税抜6,800円）。また2008年1月25日にコンプリート版が（3,990円〈税抜3,800円〉）、2011年1月28日はには完全版（2,940円〈税抜2,800円〉）が発売された。

### スタッフ（OVA）
- 企画 - 天地悠太
- 原作 - カクテル・ソフト
- 監督 - 富井恒
- 演出 - 無羅村揉像
- キャラクター原案 - ☆画野朗、MAKOTO2号
- キャラクターデザイン - 加野晃
- 作画監督 - 牛島勇二
- 美術監督 - 池端茂
- 色彩設定 - 杉森司
- 撮影監督 - 岡崎英夫
- 音響監督 - 甘えび太郎
- スーパーバイザー - Dr.POCHI
- プロデューサー - 越中おさむ、Show隈部、村上恒一
- 制作協力 - スタジオ九魔
- 協力 - 笹島靖規
- 制作 - Triple X
- 製作 - 豪冠太郎、れもんは〜と

## 書籍
- プリンセスメモリー（2000年11月25日発売、Paradigm novels （101）、ストーリー：島津出水、パラダイム、ISBN 4-89490-101-3）
  - 本作の小説化。この小説はゲームのプリンセスメモリーを原作として島津出水が執筆したもので、島津出水にとっては20世紀最後の小説だと同書のあとがきで著者自身が述べている。